# Dorika bivittata
Dorika bivittata är en fjärilsart som beskrevs av Walker 1856. Dorika bivittata ingår i släktet Dorika och familjen nattflyn. Inga underarter finns listade i Catalogue of Life.